# Tratado de paleontología de invertebrados

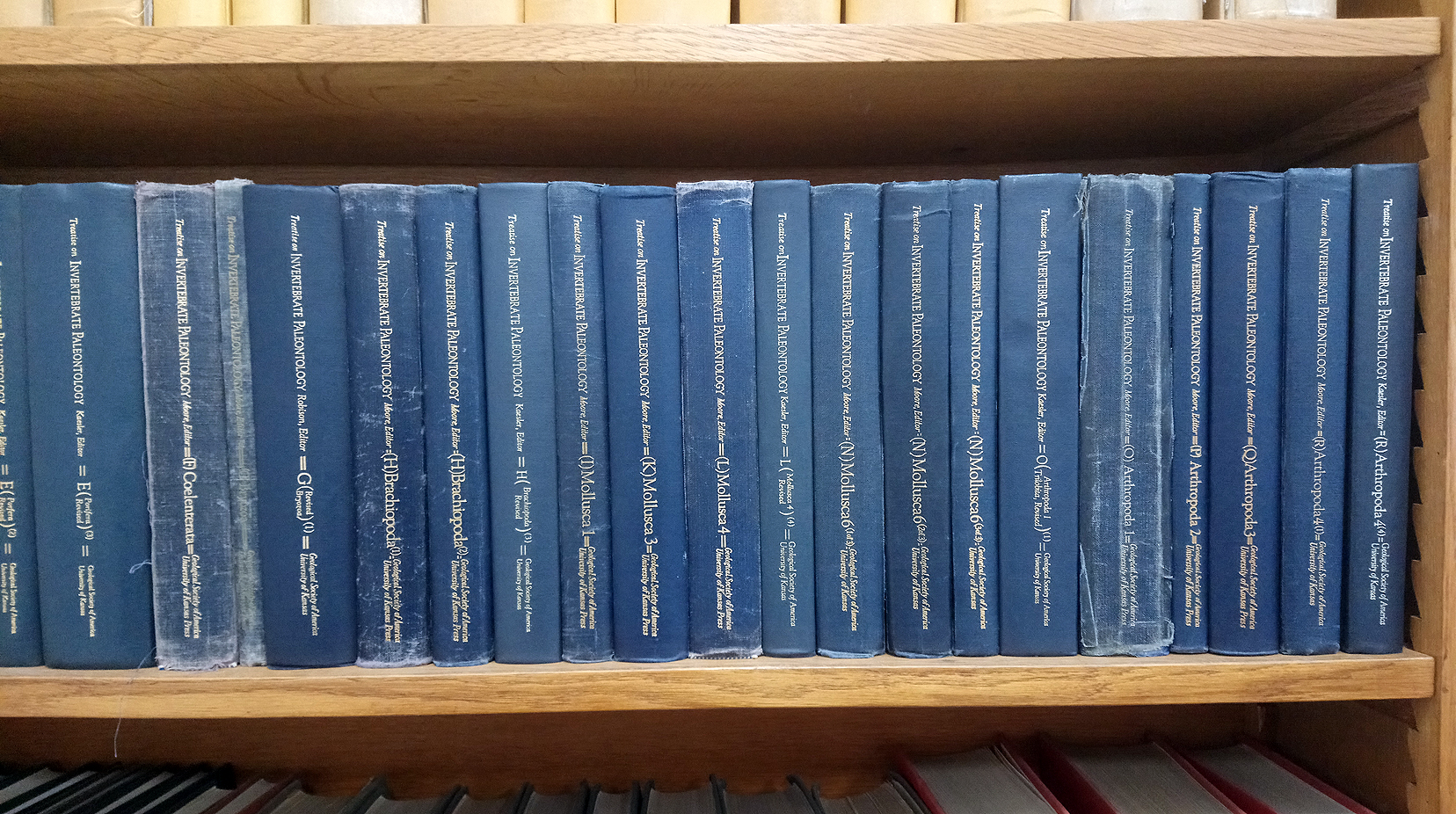
Tratado de paleontología de invertebrados (conjunto incompleto), entre otros libros de referencia. Biblioteca del Instituto de Paleobiología (Academia Polaca de Ciencias) en Varsovia (sala de lectura).

El Tratado sobre Paleontología de Invertebrados (o TIP ) publicado por la Sociedad Geológica de América y la Universidad de Kansas Press, es un trabajo definitivo de varios autores de unos 50 volúmenes , escrito por más de 300 paleontólogos y que cubre todos los filos, clases y órdenes , familias y géneros de animales invertebrados fósiles y existentes (aún vivos) . Los invertebrados prehistóricos se describen en cuanto a su taxonomía , morfología , paleoecología , estratigráfica y rango paleogeográfico . Sin embargo, los taxones sin ningún registro fósil tienen una lista muy breve.
La publicación del Tratado de Paleontología de Invertebrados, de décadas de duración, es un trabajo en progreso; y, por lo tanto, aún no está completo: por ejemplo, aún no hay un volumen publicado sobre los caenogastrópodos de la era post- Paleozoica (un grupo de moluscos que incluye el buccino y el bígaro ). Además, cada cierto tiempo se revisan los volúmenes del Tratado publicados anteriormente.

## Evolución del proyecto
Raymond Cecil Moore , el fundador y primer editor del proyecto , originalmente concibió este Tratado sobre paleontología de invertebrados como compuesto por solo tres grandes volúmenes y con un total de solo tres mil páginas.
El proyecto comenzó trabajando en unos pocos volúmenes, en su mayoría delgados, en los que un único especialista sénior en un campo distinto de la paleozoología de invertebrados resumiría un grupo en particular. Como resultado, cada publicación se convirtió en una recopilación completa de todo lo conocido en ese momento para cada grupo. Ejemplos de esta etapa del proyecto son la Parte G. Bryozoa , de Ray S. Bassler (el primer volumen, publicado en 1953) y la Parte P. Arthropoda Parte 2, la Chelicerata de Alexander Petrunkevitch (1955/1956).
Alrededor de 1959 o 1960, a medida que se abordaban grupos de invertebrados cada vez más grandes, se hizo evidente el carácter incompleto de la situación en ese momento. Así que varios editores sénior del Tratado iniciaron importantes programas de investigación para llenar los vacíos evidentes. En consecuencia, los volúmenes subsiguientes, sin dejar de mantener el formato original, comenzaron a pasar de ser un conjunto de compilaciones de un solo autor a ser grandes proyectos de investigación por derecho propio. Los volúmenes más nuevos tenían un comité y un editor en jefe para cada volumen, con otros autores e investigadores asignados secciones particulares. En el museo se estudiaron colecciones que no habían sido descritas previamente; ya veces había que describir nuevas familias taxonómicas importantes —e incluso órdenes—. Se prestó más atención a los fósiles de transición y la radiación evolutiva, lo que finalmente produjo una enciclopedia mucho más completa de la paleontología de invertebrados .
Pero incluso en el segundo conjunto de volúmenes, los diversos taxones todavía se describían y organizaban en un sentido linneo clásico . Los volúmenes más recientes comenzaron a introducir ideas filogenéticas y cladísticas , junto con nuevos desarrollos y descubrimientos en campos como la biogeografía , la filogenia molecular , la paleobiología y la química orgánica , por lo que la edición actual de Brachiopoda (1997 a 2002) se clasifica según una disposición cladística, con tres subfilos y un gran número de clases reemplazando las dos clases originales de Articulata e Inarticulata.
Todos estos descubrimientos dieron lugar a revisiones y volúmenes adicionales. Incluso los taxones ya cubiertos se ampliaron: libros como los relacionados con el Cnidaria (vol. F), el Brachiopoda (vol. H) y el Trilobita (vol. O) pasaron cada uno de una publicación modesta a tres grandes volúmenes. Y otro volumen más sobre los braquiópodos (número cinco) se publicó en 2006.
Hasta 2007, el editor del Tratado fue Roger L. Kaesler en el Instituto Paleontológico de la Universidad de Kansas en Lawrence, Kansas.

## Especies
Desde el principio, el carácter de los volúmenes del Tratado ha seguido y desarrollado aún más el patrón de la clásica Paleontología de invertebrados escrita por Moore, Lalicker y Fischer (1953).
Siguiendo su ejemplo, el Tratado incluye en un artículo típico (a) una descripción de la anatomía básica de los miembros modernos de cada grupo de invertebrados, (b) características distintivas de los fósiles, (c) un completo glosario ilustrado de términos, (d ) una breve discusión de la historia evolutiva del grupo, (e) un gráfico de rango estratigráfico, realizado al nivel de la subdivisión principal (inferior, media y superior) de cada período geológico .
A esto le sigue (f) una lista y descripción técnica de todos los géneros conocidos, junto con (g) distribución geográfica (generalmente solo por continente, pero ocasionalmente por país) y (h) rango estratigráfico.
A continuación vienen (i) uno o dos representativos especies ilustrados por dibujos de líneas (en los primeros volúmenes) o por el blanco y negro de fotografías (en volúmenes posteriores), cada uno acompañado por una referencia apropiada para ese género. Además, cada artículo del Tratado incluye (j) la fecha, autoría e historia científica de los taxones .
Finalmente, hay (k) una bibliografía completa y una lista de referencias. No solo eso, sino que los volúmenes y revisiones más recientes también incluyen (l) nuevos descubrimientos fósiles y filogenéticos, (m) avances en métodos numéricos y cladísticos, (n) análisis del genoma del grupo , (o) su filogenia molecular-

## Lista de sus volúmenes
La siguiente es una lista comentada de los volúmenes ya publicados (1953 a 2007) o volúmenes que se están preparando actualmente (en inglés):

### Introduction (A) and sub-metazoan Protista (B, C & D)
- Part A. Introduction: Fossilization (Taphonomy), Biogeography, & Biostratigraphy. xxiii + 569 pages, 169 figures, 1979.  ISBN 0-8137-3001-5. The original volume is out of print.[1]
- Part B. Protoctista / Protista, Volume 1: Charophyta, Sub-volume 1, 2005.  ISBN 0-8137-3002-3. ---- Parts B through D refer to mostly one-celled, nucleated forms of life, typically fossilized due to their siliceous tests.  "Protista" and Protoctista" are nearly synonymous.[2]
  - (Part B. Protoctista / Protista, Volume 1:  Chrysomonadida, Coccolithophorida, Charophyta, Diatomacea & Pyrrhophyta. Sub-volume 2  --- in preparation).[3]
- Part C. Protista / Protoctista, Volume 2: Sarcodina, Chiefly "Thecamoebians" & Foraminiferida, Sub-volumes 1 and 2, xxxi + 900 p., 653 fig., 1964.  ISBN 0-8137-3003-1.[4]
- Part D. Protista / Protoctista, Volume 3: Protozoa (Chiefly Radiolaria & Tintinnina), xii + 195 p., 92 fig., 1954. ISBN 0-8137-3004-X. The original volume is out of print.[5]

### Archaeocyatha and Porifera (E)
- Part E. Archaeocyatha & Porifera, xviii + 122 p., 89 fig., 1955. ISBN 0-8137-3005-8. The original volume is out-of-print.  ---- Part E refers to sponge-like animals, both calcareous and siliceous.[6]
  - Part E, Revised. Archaeocyatha, Volume 1, xxx + 158 p., 107 fig., 1972.  ISBN 0-8137-3105-4.[7]
  - Part E, Revised. Porifera, Volume 2:  Classes Demospongea, Lyssacinosa & Hexactinellida, xxvii + 349 p., 135 fig., 10 tables. 2003.  ISBN 0-8137-3130-5.[8]
  - Part E, Revised. Porifera, Volume 3:  Classes Demospongea, Hexactinellida, Heteractinida & Calcarea, xxxi + 872 p., 506 fig., 1 table, 2004.  ISBN 0-8137-3131-3.[9]
  - Part E, Revised. Porifera, Volumes 4 & 5: liii + 1223 p., 665 figs., 2015. ISBN 978-0-9903621-2-8.[10]

### Cnidaria or Coelenterata (F)
- Part F. Coelenterata / Cnidaria, xvii + 498 p., 358 fig., 1956. ISBN 0-8137-3006-6. The original volume is out-of-print.  --- Part F refers to the corals and other cnidarians. Coelenterata is an outdated term for two now separated phyla, Cnidaria and Ctenophora (comb jellies).[11]
  - Part F. Coelenterata / Cnidaria, Supplement 1: Rugosa & Tabulata corals, xl + 762 p., 462 fig., 1981. ISBN 0-8137-3029-5.[12]
    - (Part F, Revised. Cnidaria / Coelenterata: Scleractinia corals --- volume in preparation).

### Bryozoa (G)
- Part G. Bryozoa, xii + 253 p., 175 fig., 1953. ISBN 0-8137-3007-4. The original volume is out-of-print.  --- Part G refers to bryozoans, colonial animals also known as ectoprocts or moss animals.[13]
  - Part G, Revised. Bryozoa, Volume 1: Introduction, Order Cystoporata & Order Cryptostomata, xxvi + 625 p., 295 fig., 1983. ISBN 0-8137-3107-0.[14]
    - (Part G, Revised. Bryozoa --- additional volumes in preparation).

### Brachiopoda (H)
- Part H. Brachiopoda, vol. 1 & 2, xxxii + 927 p., 746 fig., 1965. ISBN 0-8137-3008-2. The original volume is out-of-print.  --- Part H refers to brachiopods, shelled animals including living lamp shells.[15]
  - Part H, Revised. Brachiopoda, Volume 1: Introduction, xx + 539 p., 417 fig., 40 tables, 1997. ISBN 0-8137-3108-9.[16]
  - Part H, Revised. Brachiopoda, Volumes 2 and 3:  Sub-phyla Linguliformea, Craniiformea, &  Rhynchonelliformea (1st part: Classes Chileta, Obolellata, Kutorginata, Strophomenta & Rhynochonellata), xxx + 919 p., 616 fig., 17 tables, 2000. ISBN 0-8137-3108-9.[17]
  - Part H, Revised. Brachiopoda, Volume 4: Sub-phylum Rhynchonelliformea (2nd part: Orders Pentamerida, Rhynchonellida, Atrypida & Athrydida), ix + 768 pp., 484 fig., 3 tables, 2002 / 2005.   ISBN 0-8137-3108-9.[18]
  - Part H, Revised. Brachiopoda, Volume 5: Sub-phylum Rhynchonelliformea (3rd part: Orders Spiriferida, Spiriferinida, Thecideida, Terebratulida & Uncertain), xlvi + 631 pp., 398 fig., 2006. ISBN 0-8137-3135-6.[19]
  - Part H, Revised. Brachiopoda, Volume 6: Supplement, l + 956 pages, 461 figures (10 in color), 38 tables, 2007. ISBN 0-8137-3136-4.[20]

### Mollusca (I, J, K, L, M & N)
- Part I. Mollusca 1: Mollusca General Features, Scaphopoda, Amphineura, Monoplacophora, Gastropoda General Features, Archaeogastropoda, Mainly Paleozoic Caenogastropoda and Opisthobranchia), xxiii + 351 p., 216 fig., 1960. ISBN 0-8137-3009-0. The original volume is out-of-print. --- Parts I and J refer to primitive mollusks and gastropods (such as snails).[21]
- (Part J, Mollusca 2: Paleozoic Gastropoda  --- volume in preparation).
- Part K. Mollusca 3: Cephalopoda General Features, Endoceratoidea, Actinoceratoidea, Nautiloidea, & Bactritoidea, xxviii + 519 p., 361 fig., 1964. ISBN 0-8137-3011-2. The original volume is out of print. --- Parts K and L refer to cephalopods with external shells, including ammonites and Nautilus-like creatures.[22]
  - (Part K, Revised. Mollusca 3: Nautiloidea --- volume in preparation).
- Part L. Mollusca 4: Ammonoidea, xxii + 490 p., 558 fig., 1957. ISBN 0-8137-3012-0. The original volume is out-of-print.[23]
  - Part L, Revised. Mollusca 4, Volume 2: Carboniferous and Permian Ammonoidea (Goniatitida and Prolecanitida), xxix + 258 p., 139 fig., 1 table, 2009. ISBN 1-891276-61-1.[24]
  - Part L, Revised. Mollusca 4, Volume 4: Cretaceous Ammonoidea, xx + 362 p., 216 fig., 1995 / 1996.  ISBN 0-8137-3112-7.[25]
    - (Part L, Revised. Mollusca 4: Paleozoic to Jurassic Ammonoidea --- additional volumes in preparation).
- (Part M. Mollusca 5: Coleoidea --- volume in preparation.  --- Part M includes coleoids (cephalopods without external shells) such as squids, cuttlefish, and extinct belemnoids).
- Part N. Mollusca 6: Bivalvia, Volumes 1 and 2 (of 3), xxxvii + 952 p., 613 fig., 1969. ISBN 0-8137-3014-7. The original volume is out of print. --- Part N refers to clams, oysters, scallops, mussels and other fossilized bivalves or pelecypods.[26]
  - Part N. Mollusca 6: Bivalvia, Volume 3: Oysters, iv + 272 p., 153 fig., 1971. ISBN 0-8137-3026-0.[27]

### Arthropoda (O, P, Q & R)
- Part O. Arthropoda 1: Arthropoda General Features, Protarthropoda, Euarthropoda General Features, Trilobitomorpha, xix + 560 p., 415 fig., 1959. ISBN 0-8137-3015-5. The original volume is out-of-print. --- Part O refers to stem-arthropods including velvet worms (Onychophora), water bears (Tardigrada), and trilobites.[28]
  - Part O, Revised. Arthropoda 1, Volume 1: Trilobita: Introduction, Order Agnostida & Order Redlichiida, xxiv + 530 p., 309 fig., 1997.  ISBN 0-8137-3115-1.[29]
    - (Part O, Revised. Arthropoda 1: Trilobita --- additional volumes in preparation).
- Part P. Arthropoda 2: Chelicerata, Pycnogonida & Palaeoisopus, xvii + 181 p., 123 fig., 1955 / 1956.  ISBN 0-8137-3016-3.  --- Part P refers to extinct chelicerates including eurypterids (sea scorpions), xiphosurans (horseshoe crabs), pycnogonids (sea spiders), and arachnids.[30]
- Part Q. Arthropoda 3: Crustacea & Ostracoda, xxiii + 442 p., 334 fig., 1961. ISBN 0-8137-3017-1.  --- Parts Q and R refer to crustaceans such as crabs, lobsters, and ostracods, as well as myriapods (millipedes and centipedes), and hexapods (such as insects).[31]
  - (Part Q, Revised. Arthropoda 3 --- in preparation).
- Part R. Arthropoda 4, Volumes 1 and 2: Crustacea (exclusive of Ostracoda), Myriapoda, & Hexapoda, xxxvi + 651 p., 397 fig., 1969. ISBN 0-8137-3018-X. The original volume is out-of-print.[32]
- Part R. Arthropoda 4, Volumes 3 and 4: Hexapoda, xxii + 655 p., 265 fig., 1992. ISBN 0-8137-3019-8. The original volume is out-of-print.[33]
  - (Part R, Revised. Arthropoda 4 --- in preparation).

### Echinodermata (S, T & U)
- Part S. Echinodermata 1, Volumes 1 and 2: Echinodermata General Features, Homalozoa, Crinozoa (exclusive of Crinoidea), xxx + 650 p., 400 fig., 1967 / 1968. ISBN 0-8137-3020-1. The original volume is out-of-print.  ---- Part S refers to primitive sessile echinoderms.[34]
- Part T. Echinodermata 2, Volumes 1-3: Crinoidea, xxxviii + 1,027 p., 619 fig., 1978. ISBN 0-8137-3021-X. The original volume is out-of-print. ---- Part T refers to crinoids, a group of echinoderms including living sea lilies.[35]
  - Part T, Revised.  Echinodermata 2, Volume 3: Crinoidea, xxix + 261 p., 112 fig., 2011. ISBN 978-0-9833599-1-3.[36]
- Part U. Echinodermata 3, Volumes 1 and 2: Asterozoans & Echinozoans, xxx + 695 p., 534 fig., 1966. ISBN 0-8137-3022-8.  ---- Part U refers to asterozoans (including sea stars and brittle stars) and echinozoans (including sea urchins and sea cucumbers).[37]

### Graptolithina (V)
- Part V. Graptolithina, with sections on Enteropneusta & Pterobranchia, xvii + 101 p., 72 fig., 1955. ISBN 0-8137-3023-6. The original volume is out-of-print. --- Part V refers to the extinct graptolites, as well as to other hemichordates.[38]
  - Part V, Revised. Graptolithina, with sections on Enteropneusta & Pterobranchia, xxxii + 163 p., 109 fig., 1970 / 1971.  ISBN 0-8137-3123-2.[39]
    - (Part V, Revised. Graptolithina—in preparation)

### Miscellanea and Conodonta (W)
- Part W. Miscellanea: Conodonts, Conoidal shells of uncertain affinities, Worms, Trace Fossils, & problematica, xxv + 259 p., 153 fig., 1962. ISBN 0-8137-3024-4.  --- Miscellaneous invertebrate fossils, including trace fossils and conodonts, which may be primitive vertebrates.[40]
  - Part W, Revised. Miscellanea: Trace Fossils and problematica, xxi + 269 p., 110 fig., 1975. The original volume is out-of-print. ISBN 0-8137-3027-9.[41]
    - (Part W, Revised. Trace Fossils --- in preparation)

  - Part W, Miscellanea, Supplement 2: Conodonta, xxviii + 202 p., frontis., 122 fig., 1981.  ISBN 0-8137-3028-7.[42]